# Coenosia multimaculata
Coenosia multimaculata är en tvåvingeart som först beskrevs av Adams 1905.  Coenosia multimaculata ingår i släktet Coenosia och familjen husflugor. Inga underarter finns listade i Catalogue of Life.